# Shelford Bidwell
Shelford Bidwell (1848. március 6. – 1909. december 18.) angol fizikus és feltaláló. A Royal Society tagja, 1897 és 1899 között a Physical Society elnöke.
Számos kísérletet végzett fényérzékeny szelénlemezekkel. A leghíresebben egy ilyen lemezt helyezett egy forgó hengerbe, amelyre egy lyukat fúrt; a lemezen keletkező áramot egy tűbe vezette, amely egy forgó dobra tekert papírra "írt"; a kálium-jodiddal átitatt papír az áram hatására elsötétült.  Az adó henger köré egy papírt téve és azon átvilágítva így a készülék, egyfajta kezdetleges faxként, a vevőn lévő papírra másolta a szöveget.
Az ő nevét viseli a Bidwell szellemének hívott vizuális illúzió: a sötéthez szokott szem előtt egy fényforrást elhúzva, néhány tizedmásodperces késéssel egy második fénypontot fogunk érzékelni, ami pontosan ugyanazt a pályát írja le.